# محلات البيع المؤقتة

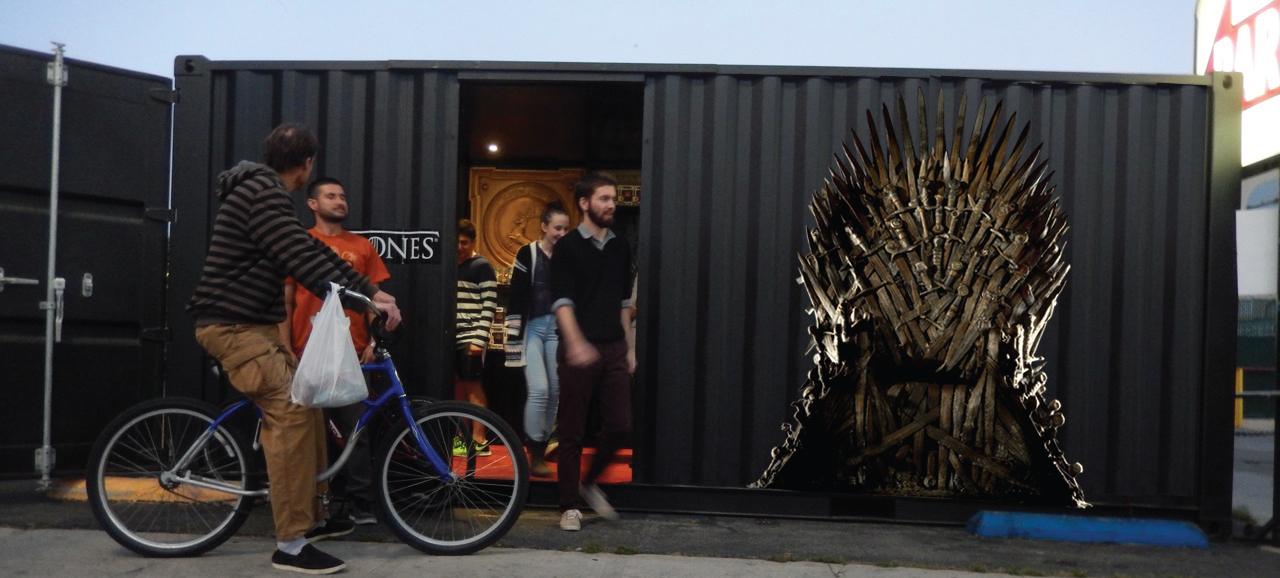
HBO Game of Thrones حاوية منبثقة في لوس أنجلوس

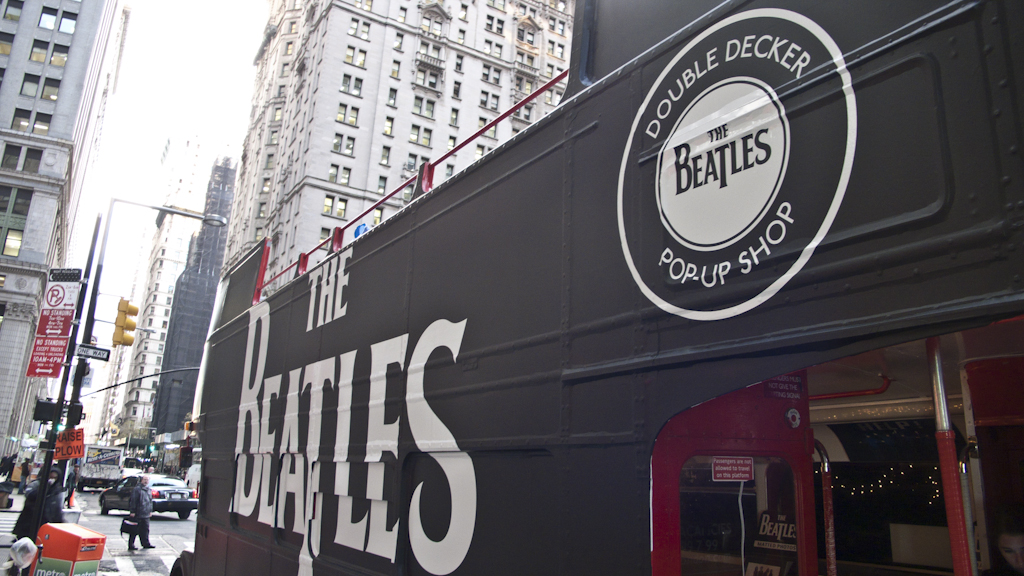
متجر Beatles ذو الطابقين في مدينة نيويورك

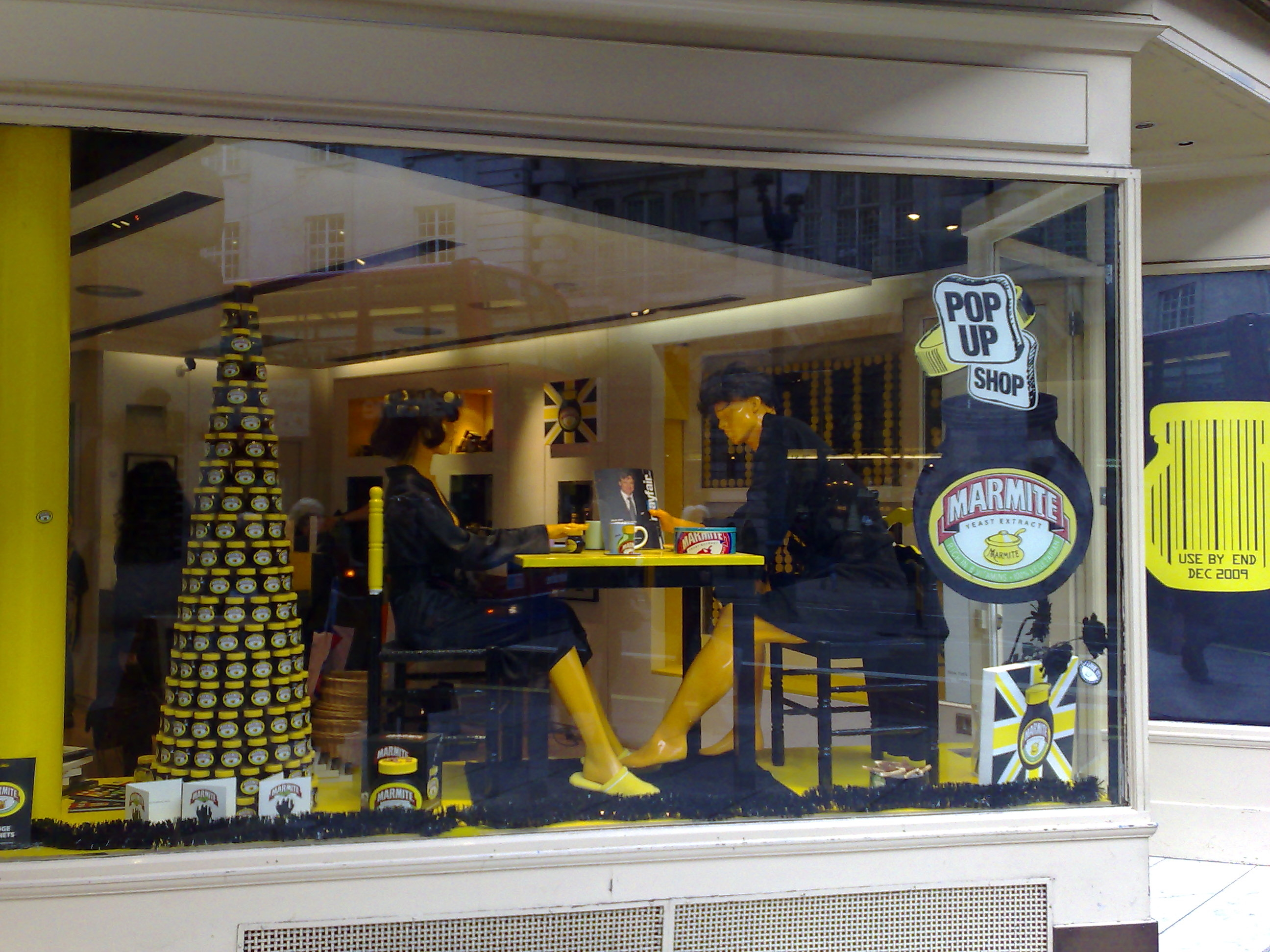
متجر Marmite في لندن

البيع بالتجزئة، والمعروف أيضًا باسم متجر البيع بالتجزئة (po-up shop في المملكة المتحدة وأستراليا وإيرلندا) أو البيع بالتجزئة الفوري، هو اتجاه لفتح مساحات مبيعات قصيرة الأجل تستمر لعدة أيام إلى أسابيع قبل الإغلاق، غالبًا للحاق بدعة أو حدث في الوقت المناسب.
بدأ اتجاه البيع بالتجزئة في لوس أنجلوس والآن يظهر في جميع أنحاء الولايات المتحدة، كندا، الصين، اليابان، المكسيك، فرنسا، ألمانيا، المملكة المتحدة وأستراليا. يقدر الآن أن الصناعة التجزئة تقدر بقيمة 50 مليار دولار وقد كان البيع بالتجزئة يتزايد خلال نهاية العام من 2010، بما في ذلك موسم الهالين وبالتالي قام بائعوا التجزئة في عيد الهالووين، بتشغيل مخازن في المساحات الشاغرة خلال هذا الموسم من كل عام.

## التاريخ
تعود مؤسسات البيع بالتجزئة المؤقتة إلى سوق فيينا في ديسمبر عام 1298، وأسواق أعياد الميلاد الأوروبية التي تلت ذلك. ومن الأمثلة الأخرى على البيع بالتجزئة المؤقت: أسواق المزارعين الموسمية، ومعارض الألعاب النارية في العطلات، ومحلات الأزياء في عيد الهالوين، ومعرض المستهلك، هي أمثلة أخرى لهذا المشروع.
كانت معارض الطقوس واحدة من أولى التجارب لمتاجر البيع بالتجزئة الحديث. ولم يكن يشار إليه بعد باسم البيع بالتجزئة، وقد تم إنشاء حدث في عام 1997 في لوس أنجلوس بواسطة باتريك كوريلش، وتم لاحقًا اعتباره «مركز تسوق عصري». استحوذ الحدث بسرعة على العلامات التجارية الكبرى التي شهدت إمكانية إنشاء تجارب قصيرة الأجل للترويج لمنتجاتها إلى الجماهير المستهدفة. عملت إيه تي آند تي وليفي شتراوس آند كو وموتورولا مع باتريك كوريلش لإنشاء تجارب تسوق في جميع أنحاء البلاد لتسويق منتجاتها إلى جماهيرها من الشباب.
في نوفمبر من العام 2002، استحوذت متاجر التجزئة شركة تارجت على قارب طوله 220 قدمًا في نادي تشيلسي بيرز لإقامة لمدة أسبوعين على نهر هدسون تزامنت مع يوم الجمعة الأسود. وصلت Vacant، وهي شركة مقرها في لوس أنجلوس، كاليفورنيا متخصصة في النوافذ المنبثقة، إلى نيويورك في فبراير 2003، حيث عملت مع دكتور مارتينز على مساحة منبثقة في 43 شارع ميرسر.
افتتحت سونغ ايرلاينز متجرا في مدينة نيويورك عام 2003. افتتح كوم دي غارسون لمدة عام، متجرًا في عام 2004 يحمل علامة «متجر حرب العصابات». تدعي Trendwatching.com حيث صاغت مصطلح «محلات البيع بالتجزئة» في يناير 2004. في نوفمبر 2013، افتتحت سامسونج متجرًا في منطقة سوهو بمدينة نيويورك التي كانت بمثابة مساحة لتجربة العلامة التجارية. تم تمديد المساحة المؤقتة وأصبحت في النهاية مساحة دائمة للبيع بالتجزئة. في يوليو 2015، افتتحت فورث إليمنت أول متجر منبثق في العالم تحت الماء على عمق 6 أمتار / 19 قدمًا في TEKCamp.2015 في سومرست، إنجلترا.
العلامات التجارية الأخرى التي لديها المحلات التجارية المنبثقة كجزء من حملاتهم كيت سبيد، غوتشي، لويس فويتون وكوليت.
بدأت محلات البيع بالتجزئة في التوسع في الأنواع الأخرى في عام 2009، عندما بدأ مطعم البيع بالتجزئة - المطاعم المؤقتة التي ظهرت في مواقع مختلفة - في النمو من أجل المصلحة العامة والتردد. هذا الاتجاه واسع الانتشار في المملكة المتحدة، حيث استخدم الملاك الاتجاه لملئ الفراغ الشاغر.
أصبح شارع نيوبري في بوسطن مؤخرًا مكانًا لتجارة التجزئة، حيث يستضيف واجهات المتاجر المؤقتة لـ مارتيلوس بينيت وقطن وKanye West وغيرها من العلامات التجارية المحلية.

## معرض الفن
يعد عرض الفن في واجهات المحلات الشاغرة بديلاً عن البيع بالتجزئة الفعال على المدى القصير. هذا يمنعهم من أن يكونوا متسوقن عابرين ويشجع حركة مرور المشاة إلى الشركات المجاورة. بدأت مدينة أرلينغتون بولاية ماساتشوستس في فرض رسوم شواغر على الملاك في عام 2016، والتي يتم التنازل عنها إذا تم عرض الفن.

## المفهوم

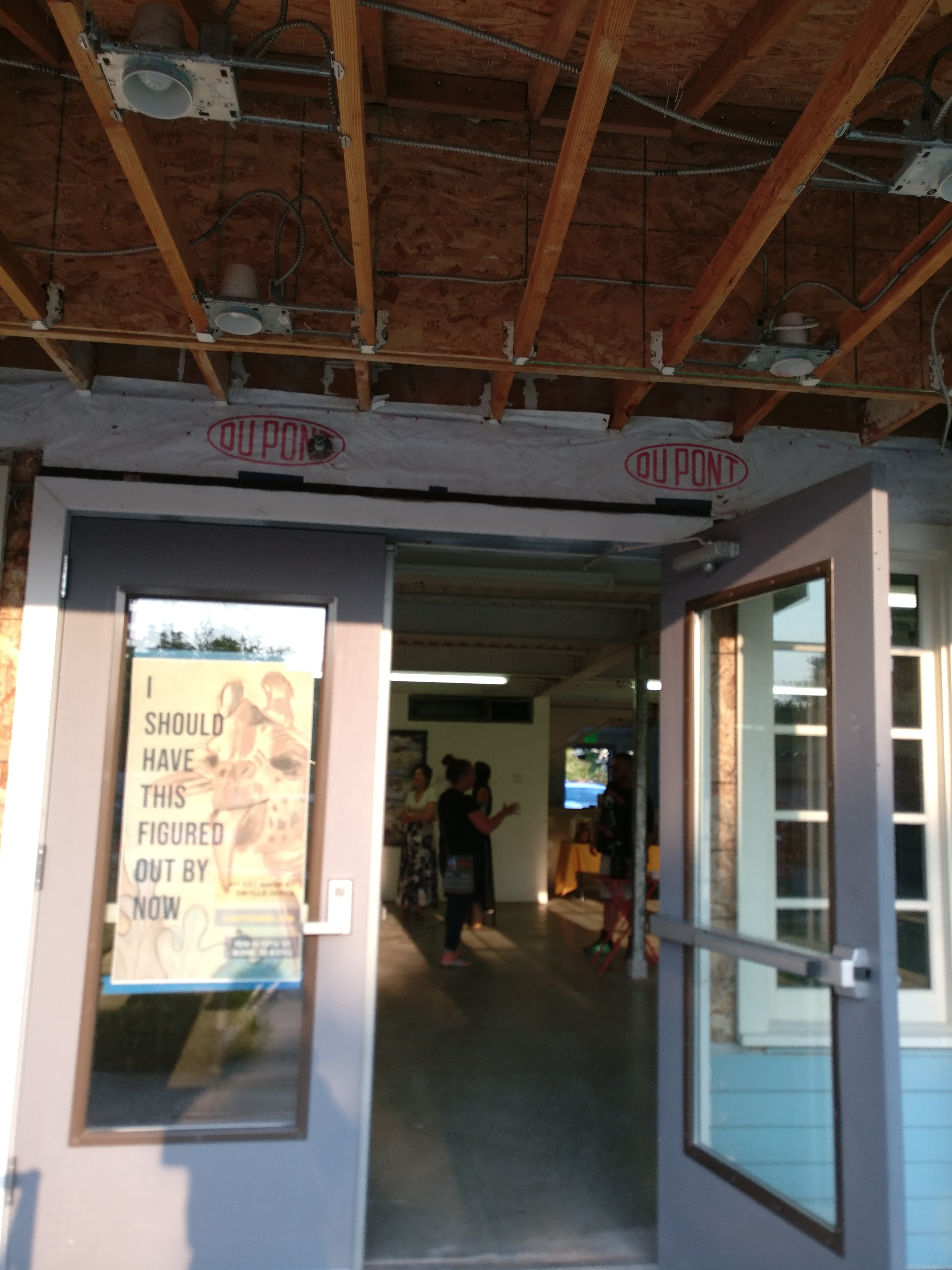
يستخدم النموذج المنبثق أيضًا من قبل الفنانين. هنا مبنى قيد التجديد بمثابة معرض فني في بويز، ايداهو.

مساحة التجزئة هي مكان مؤقت: يمكن أن تكون المساحة عبارة عن بيع عينة ما في يوم ما وتستضيف حفل كوكتيل ويتضمن الدارج منها، ثم يختفي في أي مكان من يوم إلى عدة أسابيع. وهذه المتاجر، على الرغم من كونها صغيرة ومؤقتة، تستخدمها الشركات لزيادة الاهتمام بمنتجها أو خدمتها، وتنمية منتجاتها بمؤثرات ثقافية ويتيح البيع بالتجزئة للشركة إنشاء بيئة فريدة تشرك عملائها وتولد شعورًا بالأهمية والتفاعل. غالبًا ما يتم استخدامها من قِبل المسوقين للعناصر الموسمية مثل أزياء الهالوين والأوسمة وهدايا عيد الميلاد وأشجار عيد الميلاد أو الألعاب النارية. ويتم أيضًا استخدام طريقة البيع بالتجزئة في ساحة الحفلات الموسيقية، كما هو الحال في مهرجان مهرجان الموسيقى (Treefortt)، لتوفير أماكن مناسبة لجميع الأعمار أو للعائلات، وغالبًا في المطاعم أو مؤسسات البيع بالتجزئة التي لا تستضيف الأعمال الموسيقية بشكل روتيني؛ وتعرف هذه المؤسسات سريعة الزوال بالأماكن المنبثقة.
هناك العديد من الفوائد للعناصر المجزئة مثل التسويق أو اختبار المنتجات أو المواقع أو الأسواق، وكطريقة منخفضة التكلفة لبدء نشاط تجاري. بعض المتاجر المنبثقة، مثل ريكي ومتاجر عيد الهالوين الأخرى، موسمية، مما يسمح للعلامات التجارية بالتقاط حركة المرور دون الالتزام بعقود تأجير طويلة الأجل. تستخدم العلامات التجارية الأخرى النوافذ المنبثقة لإنشاء ارتباط، مثل تبادل Marc Jacobs Tweet Shop لـ «العملة الاجتماعية» للمنتجات المجانية، King & McGaw الذين استخدموا نافذة منبثقة لعرض وبيع المطبوعات من ستوديوهات مورلو في Soho، لندن.
انتشر هذا المفهوم أيضًا في بلدان أخرى مثل أستراليا. على سبيل المثال، متاجر H&M أستراليا في عام 2015 ويونيكلو في عام 2014 لاختبار السوق.